# Jonesboro (Illinois)
Jonesboro ist eine Kleinstadt und Verwaltungssitz des Union County im Süden des US-amerikanischen Bundesstaates Illinois. Das U.S. Census Bureau hat bei der Volkszählung 2020 eine Einwohnerzahl von 1.711 ermittelt.
Jonesboro war am 15. September 1858 der Schauplatz der dritten der berühmten Debatten zwischen Abraham Lincoln und Stephen A. Douglas.

## Geografie
Jonesboro liegt auf 37°27'04" nördlicher Breite und 89°16'07" westlicher Länge. Die Stadt erstreckt sich über eine Fläche von 4,9 km², die ausschließlich aus Landfläche besteht.
Jonesboro liegt 17 km östlich des Mississippi River, der die Grenze nach Missouri bildet.
Durch Jonesboro führt die Illinois State Route 146, die in der Stadtmitte auf die Illinois State Route 127 trifft. Östlich der nur rund 2 km entfernten Nachbarstadt Anna verläuft der U.S. Highway 51. Wenige Kilometer weiter östlich verläuft die Interstate 57, die von Chicago in Nord-Süd-Richtung durch ganz Illinois führt und wenig hinter Cairo an der Ohio-Mündung im Nachbarstaat Missouri in die Interstate 55 einmündet.
St. Louis liegt 187 km in nordnordöstlicher Richtung, Illinois’ Hauptstadt Springfield 296 km im Norden, Kentuckys größte Stadt Louisville in ostnordöstlicher Richtung 377 km, Tennessees Hauptstadt Nashville 302 km im Südosten, Memphis 317 km im Südwesten und Missouris Hauptstadt Jefferson City 381 km im Nordwesten.

## Demografische Daten
Bei der Volkszählung im Jahre 2000 wurde eine Einwohnerzahl von 1853 ermittelt. Diese verteilten sich auf 740 Haushalte in 489 Familien. Die Bevölkerungsdichte lag bei 374,6/km². Es gab 792 Gebäude, was einer Bebauungsdichte von 160,1/km² entsprach.
Die Bevölkerung bestand im Jahre 2000 aus 96,87 % Weißen, 0,65 % Afroamerikanern, 0,59 % Indianern, 0,59 % Asiaten und 0,76 % anderen. 0,54 % gaben an, von mindestens zwei dieser Gruppen abzustammen. 1,19 % der Bevölkerung bestand aus Hispanics, die verschiedenen der genannten Gruppen angehörten.
24,1 % waren unter 18 Jahren, 8,0 % zwischen 18 und 24, 25,6 % von 25 bis 44, 23,3 % von 45 bis 64 und 19,0 % 65 und älter. Das durchschnittliche Alter lag bei 40 Jahren. Auf 100 Frauen kamen statistisch 89,9 Männer, bei den über 18-Jährigen 83,2.
Das durchschnittliche Einkommen pro Haushalt betrug 30.441 US-Dollar (USD), das durchschnittliche Familieneinkommen 40.066 USD. Das Einkommen der Männer lag durchschnittlich bei 31.691 USD, das der Frauen bei 24.464 USD. Das Pro-Kopf-Einkommen belief sich auf 15.372 USD. Rund 12,5 % der Familien und 17,1 % der Gesamtbevölkerung lagen mit ihrem Einkommen unter der Armutsgrenze.